# Campeonato Chileno de Futebol
O Campeonato Chileno de Futebol, mais conhecido como Campeonato Nacional de Primera División, e oficialmente como Campeonato Itaú por questões de patrocínio, é uma liga de futebol profissional, sendo a mais alta divisão do sistema de ligas de futebol do Chile. É organizado pela Asociación Nacional de Fútbol Profesional (ANFP), uma associação filiada à Federación de Fútbol de Chile.

## Formato

### Campeonato
Na temporada de 2025, 16 times competem no campeonato de pontos corridos, jogando entre si duas vezes, uma em casa e outra fora. O time que terminar a temporada com mais pontos é declarado o campeão.

### Rebaixamento
Atualmente, os dois times com piores pontuações na temporada são rebaixados para a Primera B (segunda divisão), e substituídos pelos campeões e vencedores das eliminatórias desta divisão.

### Competições internacionais
Os campeões da liga se classificam para a Copa Libertadores do ano seguinte, assim como os vice-campeões e os terceiros colocados, juntamente com o vencedor da Copa Chile. As equipes classificadas em quarto, quinto, sexto e sétimo se classificam para a Copa Sul-Americana do ano seguinte.

## Campeões
A seguir a lista de campeões da Primera División. Os números entre parênteses se referem a contagem de títulos de cada clube.
| Ed. | Temporada       | Campeão                   | Vice-campeão              |
| --- | --------------- | ------------------------- | ------------------------- |
| 1   | 1933            | Magallanes (1)            | Colo-Colo                 |
| 2   | 1934            | Magallanes (2)            | Audax Italiano            |
| 3   | 1935            | Magallanes (3)            | Audax Italiano            |
| 4   | 1936            | Audax Italiano (1)        | Magallanes                |
| 5   | 1937            | Colo-Colo (1)             | Magallanes                |
| 6   | 1938            | Magallanes (4)            | Audax Italiano            |
| 7   | 1939            | Colo-Colo (2)             | Santiago Morning          |
| 8   | 1940            | Universidad de Chile (1)  | Audax Italiano            |
| 9   | 1941            | Colo-Colo (3)             | Santiago Morning          |
| 10  | 1942            | Santiago Morning (1)      | Magallanes                |
| 11  | 1943            | Unión Española (1)        | Colo-Colo                 |
| 12  | 1944            | Colo-Colo (4)             | Audax Italiano            |
| 13  | 1945            | Green Cross (1)           | Unión Española            |
| 14  | 1946            | Audax Italiano (2)        | Magallanes                |
| 15  | 1947            | Colo-Colo (5)             | Audax Italiano            |
| 16  | 1948            | Audax Italiano (3)        | Unión Española            |
| 17  | 1949            | Universidad Católica (1)  | Santiago Wanderers        |
| 18  | 1950            | Everton (1)               | Unión Española            |
| 19  | 1951            | Unión Española (2)        | Audax Italiano            |
| 20  | 1952            | Everton (2)               | Colo-Colo                 |
| 21  | 1953            | Colo-Colo (6)             | Palestino                 |
| 22  | 1954            | Universidad Católica (2)  | Colo-Colo                 |
| 23  | 1955            | Palestino (1)             | Colo-Colo                 |
| 24  | 1956            | Colo-Colo (7)             | Santiago Wanderers        |
| 25  | 1957            | Audax Italiano (4)        | Universidad de Chile      |
| 26  | 1958            | Santiago Wanderers (1)    | Colo-Colo                 |
| 27  | 1959            | Universidad de Chile (2)  | Colo-Colo                 |
| 28  | 1960            | Colo-Colo (8)             | Santiago Wanderers        |
| 29  | 1961            | Universidad Católica (3)  | Universidad de Chile      |
| 30  | 1962            | Universidad de Chile (3)  | Universidad Católica      |
| 31  | 1963            | Colo-Colo (9)             | Universidad de Chile      |
| 32  | 1964            | Universidad de Chile (4)  | Universidad Católica      |
| 33  | 1965            | Universidad de Chile (5)  | Universidad Católica      |
| 34  | 1966            | Universidad Católica (4)  | Colo-Colo                 |
| 35  | 1967            | Universidad de Chile (6)  | Universidad Católica      |
| 36  | 1968            | Santiago Wanderers (2)    | Universidad Católica      |
| 37  | 1969            | Universidad de Chile (7)  | Rangers                   |
| 38  | 1970            | Colo-Colo (10)            | Unión Española            |
| 39  | 1971            | Unión San Felipe (1)      | Universidad de Chile      |
| 40  | 1972            | Colo-Colo (11)            | Unión Española            |
| 41  | 1973            | Unión Española (3)        | Colo-Colo                 |
| 42  | 1974            | Huachipato (1)            | Palestino                 |
| 43  | 1975            | Unión Española (4)        | Deportes Concepción       |
| 44  | 1976            | Everton (3)               | Unión Española            |
| 45  | 1977            | Unión Española (5)        | Everton                   |
| 46  | 1978            | Palestino (2)             | Cobreloa                  |
| 47  | 1979            | Colo-Colo (12)            | Cobreloa                  |
| 48  | 1980            | Cobreloa (1)              | Universidad de Chile      |
| 49  | 1981            | Colo-Colo (13)            | Cobreloa                  |
| 50  | 1982            | Cobreloa (2)              | Colo-Colo                 |
| 51  | 1983            | Colo-Colo (14)            | Cobreloa                  |
| 52  | 1984            | Universidad Católica (5)  | Cobresal                  |
| 53  | 1985            | Cobreloa (3)              | Everton                   |
| 54  | 1986            | Colo-Colo (15)            | Palestino                 |
| 55  | 1987            | Universidad Católica (6)  | Colo-Colo                 |
| 56  | 1988            | Cobreloa (4)              | Cobresal                  |
| 57  | 1989            | Colo-Colo (16)            | Universidad Católica      |
| 58  | 1990            | Colo-Colo (17)            | Universidad Católica      |
| 59  | 1991            | Colo-Colo (18)            | Coquimbo Unido            |
| 60  | 1992            | Cobreloa (5)              | Colo-Colo                 |
| 61  | 1993            | Colo-Colo (19)            | Cobreloa                  |
| 62  | 1994            | Universidad de Chile (8)  | Universidad Católica      |
| 63  | 1995            | Universidad de Chile (9)  | Universidad Católica      |
| 64  | 1996            | Colo-Colo (20)            | Universidad Católica      |
| 65  | 1997 Apertura   | Universidad Católica (7)  | Colo-Colo                 |
| 66  | 1997 Clausura   | Colo-Colo (21)            | Universidad Católica      |
| 67  | 1998            | Colo-Colo (22)            | Universidad de Chile      |
| 68  | 1999            | Universidad de Chile (10) | Universidad Católica      |
| 69  | 2000            | Universidad de Chile (11) | Cobreloa                  |
| 70  | 2001            | Santiago Wanderers (3)    | Universidad Católica      |
| 71  | 2002 Apertura   | Universidad Católica (8)  | Rangers                   |
| 72  | 2002 Clausura   | Colo-Colo (23)            | Universidad Católica      |
| 73  | 2003 Apertura   | Cobreloa (7)              | Colo-Colo                 |
| 74  | 2003 Clausura   | Cobreloa (8)              | Colo-Colo                 |
| 75  | 2004 Apertura   | Universidad de Chile (12) | Cobreloa                  |
| 76  | 2004 Clausura   | Cobreloa (9)              | Unión Española            |
| 77  | 2005 Apertura   | Unión Española (6)        | Coquimbo Unido            |
| 78  | 2005 Clausura   | Universidad Católica (9)  | Universidad de Chile      |
| 79  | 2006 Apertura   | Colo-Colo (24)            | Universidad de Chile      |
| 80  | 2006 Clausura   | Colo-Colo (25)            | Audax Italiano            |
| 81  | 2007 Apertura   | Colo-Colo (26)            | Universidad Católica      |
| 82  | 2007 Clausura   | Colo-Colo (27)            | Universidad de Concepción |
| 83  | 2008 Apertura   | Everton (4)               | Colo-Colo                 |
| 84  | 2008 Clausura   | Colo-Colo (28)            | Palestino                 |
| 85  | 2009 Apertura   | Universidad de Chile (13) | Unión Española            |
| 86  | 2009 Clausura   | Colo-Colo (29)            | Universidad Católica      |
| 87  | 2010            | Universidad Católica (10) | Colo-Colo                 |
| 88  | 2011 Apertura   | Universidad de Chile (14) | Universidad Católica      |
| 89  | 2011 Clausura   | Universidad de Chile (15) | Cobreloa                  |
| 90  | 2012 Apertura   | Universidad de Chile (16) | O'Higgins                 |
| 91  | 2012 Clausura   | Huachipato (2)            | Unión Española            |
| 92  | 2013 Transición | Unión Española (7)        | Universidad Católica      |
| 93  | 2013 Apertura   | O'Higgins (1)             | Universidad Católica      |
| 94  | 2014 Clausura   | Colo-Colo (30)            | Universidad Católica      |
| 95  | 2014 Apertura   | Universidad de Chile (17) | Santiago Wanderes         |
| 96  | 2015 Clausura   | Cobresal (1)              | Colo-Colo                 |
| 97  | 2015 Apertura   | Colo-Colo (31)            | Universidad Católica      |
| 98  | 2016 Clausura   | Universidad Católica (11) | Colo-Colo                 |
| 99  | 2016 Apertura   | Universidad Católica (12) | Deportes Iquique          |
| 100 | 2017 Clausura   | Universidad de Chile (18) | Colo-Colo                 |
| 101 | 2017 Transición | Colo-Colo (32)            | Unión Española            |
| 102 | 2018            | Universidad Católica (13) | Universidad de Concepción |
| 103 | 2019            | Universidad Católica (14) | Colo-Colo                 |
| 104 | 2020            | Universidad Católica (15) | Union La Calera           |
| 105 | 2021            | Universidad Católica (16) | Colo-Colo                 |
| 106 | 2022            | Colo-Colo (33)            | Ñublense                  |
| 107 | 2023            | Huachipato (3)            | Cobresal                  |
| 108 | 2024            | Colo-Colo (34)            | Universidad de Chile      |

## Títulos por clube
O recorde mostra uma supremacia do Colo-Colo, com 34 títulos, sobre o restante de seus concorrentes mais próximos, seus três arquirrivais Universidad de Chile, Universidad Católica e Cobreloa com 18, 16 e 8 títulos, respectivamente.
| Clube                | Títulos | Vices | Temporadas vencidas |
| -------------------- | ------- | ----- | --- |
| Colo-Colo            | 34      | 22    | 1937, 1939, 1941, 1944, 1947, 1953, 1956, 1960, 1963, 1970, 1972, 1979, 1981, 1983, 1986, 1989, 1990, 1991, 1993, 1996, 1997 Clausura, 1998, 2002 Clausura, 2006 Apertura, 2006 Clausura, 2007 Apertura, 2007 Clausura, 2008 Clausura, 2009 Clausura, 2014 Clausura, 2015 Apertura, 2017 Transición, 2022, 2024 |
| Universidad de Chile | 18      | 9     | 1940, 1959, 1962, 1964, 1965, 1967, 1969, 1994, 1995, 1999, 2000, 2004 Apertura, 2009 Apertura, 2011 Apertura, 2011 Clausura, 2012 Apertura, 2014 Apertura, 2017 Clausura |
| Universidad Católica | 16      | 21    | 1949, 1954, 1961, 1966, 1984, 1987, 1997 Apertura, 2002 Apertura, 2005 Clausura, 2010, 2016 Clausura, 2016 Apertura, 2018, 2019, 2020, 2021 |
| Cobreloa             | 8       | 8     | 1980, 1982, 1985, 1988, 1992, 2003 Apertura, 2003 Clausura, 2004 Apertura |
| Unión Española       | 7       | 10    | 1943, 1951, 1973, 1975, 1977, 2005 Apertura, 2013 Transición |
| Audax Italiano       | 4       | 8     | 1936, 1946, 1948, 1957 |
| Magallanes           | 4       | 4     | 1933, 1934, 1935, 1938 |
| Everton              | 4       | 2     | 1950, 1952, 1976, 2008 Apertura |
| Santiago Wanderers   | 3       | 4     | 1958, 1968, 2001 |
| Huachipato           | 3       | 0     | 1974, 2012 Clausura, 2023 |
| Palestino            | 2       | 4     | 1955, 1978 |
| Cobresal             | 1       | 3     | 2015 Clausura |
| Santiago Morning     | 1       | 2     | 1942 |
| O'Higgins            | 1       | 1     | 2013 Apertura |
| Green Cross          | 1       | 0     | 1945 |
| Unión San Felipe     | 1       | 0     | 1971 |